# El Sant Crist de Dorres
El Sant Crist de Dorres és la capella del cementiri del poble de Dorres, a l'Alta Cerdanya, de la Catalunya del Nord. Està situada a 1.426 m alt, en el cementiri de Dorres, a llevant del poble de Dorres, a la carretera de les Escaldes.
Es tracta d'una capella molt petita, estreta, de nau única rectangular i sense absis destacat exteriorment. És orientada al sud..